# Moreton's Harbour
Moreton's Harbour is een dorp en local service district in de Canadese provincie Newfoundland en Labrador. De plaats is gelegen op New World Island.

## Geschiedenis
In 1996 kreeg het gemeentevrije Moreton's Harbour voor het eerst beperkt lokaal bestuur door de oprichting van een local service district.

## Geografie
Moreton's Harbour ligt op New World Island, een groot eiland voor de noordkust van Newfoundland. De plaats bevindt zich in het noorden van het westelijke gedeelte van het eiland, aan de gelijknamige natuurlijke haven. Het dorp is via de weg verbonden met het zuidelijker gelegen Bridgeport, het westelijker gelegen Valley Pond en het oostelijker gelegen Tizzard's Harbour.

## Demografie
De designated place Moreton's Harbour kent de laatste jaren, net zoals de meeste afgelegen plaatsen in de provincie, een sterk dalende demografische trend. Tussen 1991 en 2016 daalde de bevolkingsomvang van 256 naar 103, wat neerkomt op een daling van 59,8% in 25 jaar tijd.
- Bron: Statistics Canada (1991–1996[3], 2001–2006[4], 2011–2016[5], 2021[6])

Volgens de volkstelling van 2016 hadden alle inwoners het Engels als moedertaal en was er geen enkele inwoner die een tweede taal machtig was.